# Зіґфрід Бріцке
Зіґфрід Бріцке (нім. Siegfried Brietzke, 12 червня 1952) — німецький академічний веслувальник.
Олімпійський чемпіон 1972 (розпашні двійки без стернового), 1976, 1980 років у складі розпашної четвірки без стернового.
Чемпіон світу 1974, 1975, 1977, 1979 років у складі розпашної четвірки без стернового, срібний призер 1978 року в складі розпашної четвірки без стернового.
Чемпіон світу серед юніорів 1970 року в складі розпашної двійки зі стерновим.